# Sørreisa (localidad)
Sørreisa o Straumen (Sami septentrional:Orjješ-Ráisa) es el centro administrativo del municipio de Sørreisa en la provincia de Troms, Noruega. La localidad se asienta en el límite este del Reisfjorden, una ramificación del Solbergfjorden y al norte del lago Reisvatnet. El pueblo de Skøelva está a 5km al suroeste de Sørreisa.
El cruce entre las rutas estatales 86 y 84 está en Sørreisa. Es sede de la capilla de Straumen. 